# 339. п. н. е.

## Дани сећања
- Четврти свети рат